# (33033) 1997 RA10
(33033) 1997 RA10 là một tiểu hành tinh vành đai chính. Nó được phát hiện qua chương trình tiểu hành tinh Beijing Schmidt CCD ở trạm Hưng Long ở tỉnh Hồ Bắc, Trung Quốc ngày 12 tháng 9 năm 1997.